# Turkse angora

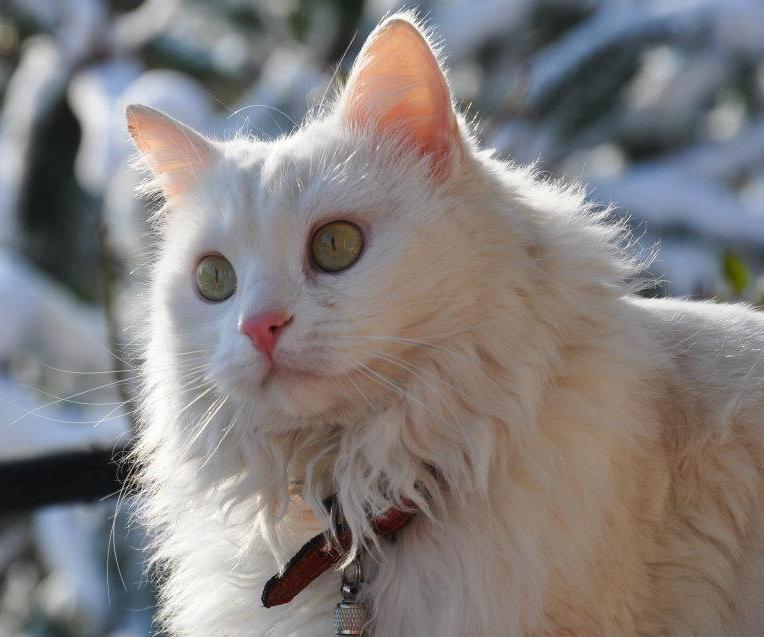
Effen-witte kater

De Turkse angora of Turkse angora kat (Turks: Ankara kedisi ,letterlijk: Ankara kat) is een langharig kattenras dat voor het eerst op het Europese continent verscheen in de 15e eeuw. Gerichte fok ving echter pas aan in de tweede helft van de 20e eeuw.

## Geschiedenis
Zoals ook in andere gebieden voorkomt is een deel van de katten in Turkije, met een wat hoger percentage in de koudere gebieden (hoogvlaktes en oosten) langharig. De eerste langharige katten vanuit dit gebied kwamen vanaf de 17de eeuw mee met reizigers naar Europa via de bergen aan de grenzen van Turkije en Perzië. In Frankrijk begon Nicolas-Claude Fabri de Peiresc, politicus en geleerde uit Aix, in 1631 met het fokken en verspreiden van vooral de mooist uitziende exemplaren die compleet wit waren en ingevoerd werden uit Angora (vroegere naam van Ankara). In het begin van de geregistreerde kattenfok werden vooral in Engeland dieren uit het nabije en verdere Oosten die langharig waren, gekruist met lokale meer compact gebouwde langharige Engelse katten. Hieruit ontstond het huidige ras Perzisch langhaar. Pas in de jaren vijftig werd de originele Turkse Angora herontdekt toen Amerikanen en Europeanen terugkeerden naar Turkije, ze dieren daarvandaan meenamen en er in hun eigen land mee gingen fokken. Waren eerst vooral compleet witte dieren favoriet, later werden ook gekleurde exemplaren populair. Tot op de dag van vandaag worden er geschikte dieren uit Turkije geïmporteerd en ook worden er in Turkije zelf nu Angora's gefokt.

## Omschrijving
De Turkse angora heeft een elegant lichaamstype en is middelgroot. De kat staat vrij hoog op de poten. De kop kenmerkt zich door een vrij platte, ietwat langgerekte schedel. De amandelvormige ogen zijn lichtblauw, amber of wisselend die kleuren. De kat heeft een halflange, zijdeachtige vacht. 